# Futalognkosaurus
 Futalognkosaurus  ist eine Gattung sauropoder Dinosaurier aus der Gruppe der Titanosauria aus der Oberkreide von Südamerika (Patagonien).
Bisher ist ein einziges Skelett bekannt, das zu fast 70 % erhalten ist und aus der Hals- und Rückenwirbelsäule, Rippen und Beckenknochen besteht. Mit einer Länge von schätzungsweise 32 bis 34 Metern gehörte Futalognkosaurus zu den größten bekannten Dinosauriern. In der Erstbeschreibung wird der Fund als „the most complete giant dinosaur known so far“ (etwa: „der vollständigste bislang bekannte Riesendinosaurier“) bezeichnet. Einzige Art ist Futalognkosaurus dukei.

## Merkmale
Futalognkosaurus lässt sich durch eine Kombination von acht diagnostischen Merkmalen von anderen Gattungen abgrenzen. So war beispielsweise der Dornfortsatz des ersten Halswirbels (Atlas) hoch und dreieckig. Die hinteren Halswirbel zeigen Dornfortsätze, die auf der Hinterseite konkav sind. Die zweite und die dritte Kreuzbeinrippe waren zudem miteinander verschmolzen.

## Systematik
In ihrer phylogenetischen Analyse betrachten Calvo und seine Mitautoren Futalognkosaurus als basalen (ursprünglichen) Vertreter der Titanosauridae (=Lithostrotia) und als nahen Verwandten von Mendozasaurus. Mendozasaurus und Futalognkosaurus fassen die Forscher zu einer neuen Gruppe zusammen, die Lognkosauria. Die Schwestergruppe der Lognkosauria bildet Malawisaurus. Bei dem im Jahr 2011 beschriebenen Traukutitan könnte es sich um einen weiteren, späten Vertreter der Lognkosauria handeln.

## Fund, Pathologie und Namensgebung
Erste fossile Überreste (der Nackenwirbel eines Sauropoden) wurden im März 2000 am Nordufer des Stausees Los Barreales in der argentinischen Provinz Neuquén gefunden. In den folgenden Jahren konnten mehr als tausend Fossilien an dieser einzigartigen, 400 Quadratmeter großen Fundstelle im Steinbruch Futalognko  gesammelt werden, die durch ihre Mannigfaltigkeit eine teilweise Rekonstruktion eines bis dahin unbekannten festländischen Ökosystems ermöglichen. Andere Dinosaurierfossilien dieses Fundorts schließen die Überreste von zwei weiteren, unbekannten Sauropoden-Spezies, Überreste von Ornithopoden sowie Überreste von den Coelurosauriern Megaraptor und Unenlagia mit ein. Unter den Funden waren zudem Halswender-Schildkröten (Pleurodira), Krokodile und weitere Wirbeltiere.
Der Fundort gehört zur Portezuelo-Formation, einer geologischen Formation der Neuquén-Gruppe, und wird auf das späte Turonium bis frühe Coniacium datiert.
Die im Fundort aufgeschlossenen Sedimentgesteine wurden von einem mäandrierenden Fluss abgelagert. Im Fundort fanden sich zudem Hinweise auf einen abgeschnittenen Altarm (oxbow lake) des Flusses. Die Forscher vermuten, dass das Futalognkosaurus-Individuum in der Nähe des Flusses starb und möglicherweise von Fleischfressern wie Krokodilen oder den Theropoden Unenlagia und Megaraptor teilweise zerlegt wurde. Ein größeres Überflutungsereignis könnte den Kadaver ins Flussbett gespült haben, wo er wegen seiner enormen Größe als eine Art Barriere wirkte und weiteres organisches Material ansammelte. Der Fluss könnte in der weiteren Folge seinen Lauf gewechselt haben und hinterließ einen Altarm hinter dem Futalognkosaurus-Kadaver. Fossilien von Fischen weisen darauf hin, dass diese wahrscheinlich in dem entstandenen Altarm gefangen waren.
Die Ausgrabungsarbeiten des Futalognkosaurus-Skeletts wurden 2005 abgeschlossen. 2007 veröffentlichten Calvo und Kollegen die wissenschaftliche Erstbeschreibung einer neuen Gattung und Art der Titanosauria, die sie Futalognkosaurus dukei nannten. Der Name der Gattung wurde vom Fundort abgeleitet, der in der lokalen Sprache Mapudungun futa ‚Riese‘ und lognko ‚Häuptling‘ bedeutet. Ergänzt wird er um das griechische sauros ‚Echse‘. Das Epitheton der Typusart ist benannt nach der Duke Energy Argentina Company, die 2002 und 2003 als Sponsor der Grabung auftrat.

## Quelle
- Jorge O. Calvo, Juan D. Porfiri, Bernardo J. Gonzáles-Riga, Alexander W. A. Kellner: A new Cretaceous terrestrial ecosystem from Gondwana with the description of a new sauropod dinosaur. In: Anais da Academia Brasileira de Ciências. Bd. 79, Nr. 3, 2007, ISSN 0001-3765, S. 529–541, Digitalisat (PDF; 836,43 kB).